# Słuszczyn
Słuszczyn (prononciation : [ˈswuʂt͡ʂɨn]) est un village polonais de la gmina de Solec nad Wisłą dans le powiat de Lipsko de la voïvodie de Mazovie dans le centre-est de la Pologne.
Il se situe à environ 6 kilomètres à l'ouest de Solec nad Wisłą (siège de la gmina), 5 kilomètres au sud de Lipsko (siège du powiat) et à 131 km au sud de Varsovie (capitale de la Pologne).

## Histoire
De 1975 à 1998, le village appartenait administrativement à la voïvodie de Radom.